# María Canals Barrera
María Pilar Canals Barrera (født 28. september 1966) er en amerikansk skuespiller.

## Udvalgt filmografi
- America's Sweethearts (2001)
- The Big Bang Theory tv-serie (2016)
- Gud er ikke død 2 (2016)